# Нистру (футбольный клуб, Отачь)
«Ни́стру» (рум. Fotbal Club Nistru Otaci) — молдавский футбольный клуб из города Отачь. Домашние матчи команда играет на стадионе села Каларашовка.

## История

### Советское время
Годом рождения футбольного клуба «Нистру» считается 1953 год, команда начала выступления в районных соревнованиях. С 1984 года команда начала выступать в республиканских соревнованиях, завершив свой первый сезон в первенстве Молдавской ССР на 14-м месте. В следующем сезоне команда заняла третье место в «Северной зоне», а в итоге стала пятой в первенстве республики.

### 1992—2013
В независимой Молдове клуб начал своё выступление во втором по силе дивизионе страны, где занял первое место и вышел в Национальный дивизион. В сезоне 1992/93 «Нистру» дебютировал в высшей лиге Молдовы, по итогам сезона команда стала восьмой.
В сезоне 1999/00 была сделана попытка объединения с клубом «Униспорт-Авто», сформирована команда «Нистру-Униспорт». Но уже в следующем году две команды были разделены, а «Униспорт» переведён в Дивизион «A».
В 2005 году «Нистру» стал обладателем Кубка Молдовы, в финальном матче была обыграна «Дачия» со счётом 1:0.

### Снятие с чемпионата
В августе 2013 года «Нистру» снялся с чемпионата Молдовы, вследствие чего, все игры были аннулированы. Отказ выступления связан с проведением капитального ремонта стадиона в Каларашовке. Об этом в официальном письме Федерацию футбола Молдовы уведомил президент атакского клуба Василий Трагира. «Нистру» не прекратил существования, следующий год команда проводила в любительском статусе.

### 2016. Возвращение в чемпионат
В июле 2016 года стало известно, что клуб возвращается в чемпионат Молдовы и будет выступать в Дивизионе «Б». Тренером команды стал Юрий Грошев. В 1/64 Кубка Молдовы 2016/17 команда проиграла в дополнительное время со счетом 0:1 клубу «Орхей Стар».

## Достижения
Чемпионат Молдовы
- Серебряный призёр (3): 2001/02, 2003/04, 2004/05
- Бронзовый призёр (3): 2002/03, 2006/07, 2007/08

Кубок Молдовы
- Обладатель: 2004/05
- Финалист (8): 1993/94, 1996/97, 2000/01, 2001/02, 2002/03, 2005/06, 2006/07, 2007/08

## Тренеры
| Тренер                | Гражданство | Начало | Конец |
| --------------------- | ----------- | ------ | ----- |
| Николай Чеботарь      | Молдова     | 1994   | 1994  |
| Владимир Вебер        | Молдова     | 1994   | 1995  |
| Владимир Вебер        | Молдова     | 1995   | 1996  |
| Ион Карас             | Молдова     | 2000   | 2000  |
| Александр Спиридон    | Молдова     | 2002   | 2004  |
| Александр Мацюра      | Молдова     | 2004   | 2005  |
| Сергей Карманов       | Молдова     | 2005   | 2006  |
| Александр Мацюра      | Молдова     | 2006   | 2006  |
| Юрий Гий              | Украина     | 2006   | 2007  |
| Николай Капыстянский  | Украина     | 2007   | 2007  |
| Валерий Заздравных    | Россия      | 2007   | 2007  |
| Николай Буня          | Молдова     | 2007   | 2008  |
| Лилиан Попеску        | Молдова     | 2008   | 2012  |
| Александр Голоколосов | Украина     | 2013   | 2013  |
| Юрий Малыгин          | Украина     | 2013   | 2013  |
| Владимир Лютый        | Украина     | 2013   | 2013  |
| Виталий Мостовой      | Молдова     | 2013   | ?     |
| Юрий Грошев           | Молдова     | 2016   | 2016  |